# Еллісвілл (Міссурі)
Еллісвілл (англ. Ellisville) — місто (англ. city) в США, в окрузі Сент-Луїс штату Міссурі. Населення — 9985 осіб (2020).

## Географія
Еллісвілл розташований за координатами 38°35′22″ пн. ш. 90°35′18″ зх. д. / 38.58944° пн. ш. 90.58833° зх. д. (38.589478, -90.588320).  За даними Бюро перепису населення США в 2010 році місто мало площу 11,38 км², уся площа — суходіл.

## Демографія
Згідно з переписом 2010 року, у місті мешкали 9133 особи в 3621 домогосподарстві у складі 2498 родин. Густота населення становила 802 особи/км².  Було 3802 помешкання (334/км²).
Расовий склад населення:
| - 91,7 % — білих - 4,3 % — азіатів - 1,9 % — чорних або афроамериканців - 0,1 % — корінних американців |

До двох чи більше рас належало 1,4 %. Частка іспаномовних становила 2,4 % від усіх жителів.
За віковим діапазоном населення розподілялося таким чином: 23,7 % — особи молодші 18 років, 56,5 % — особи у віці 18—64 років, 19,8 % — особи у віці 65 років та старші. Медіана віку мешканця становила 44,7 року. На 100 осіб жіночої статі у місті припадало 87,7 чоловіків;  на 100 жінок у віці від 18 років та старших — 84,2 чоловіків також старших 18 років.
Середній дохід на одне домашнє господарство  становив 109 002 долари США (медіана — 78 495), а середній дохід на одну сім'ю — 126 592 долари (медіана — 102 367). Медіана доходів становила 68 482 долари для чоловіків та 55 700 доларів для жінок. За межею бідності перебувало 5,6 % осіб, у тому числі 9,6 % дітей у віці до 18 років та 3,3 % осіб у віці 65 років та старших.
Цивільне працевлаштоване населення становило 4364 особи. Основні галузі зайнятості: освіта, охорона здоров'я та соціальна допомога — 20,1 %, виробництво — 12,3 %, роздрібна торгівля — 11,6 %, мистецтво, розваги та відпочинок — 11,4 %.